# Пренесте
Пренесте (Praeneste; гръцки: Πραίνεστος) e древен латински град в Лацио на 35 км от Рим. Върху руините му се намира днешният град Палестрина в Италия.
Основател на града е Цекул или също цар Praenestes, внук на Одисей.
Градът съществува от 7 или 6 век пр.н.е. като колония на Алба Лонга.
През 499 пр.н.е. е превзет от консул Гай Ветурий Гемин Цикурин.
Отпада от Латинския съюз и се съюзява с Рим.
Пренесте е прочут със Светилището на Фортуна Примигения („първородна“) и Оракула sortes Praenestinae.